# Gaves réunis
Les Gaves Réunis est un cours d'eau formé de la réunion du Gave de Pau et du Gave d'Oloron dans le département des Landes et à la limite de celui des Pyrénées-Atlantiques.

## Géographie

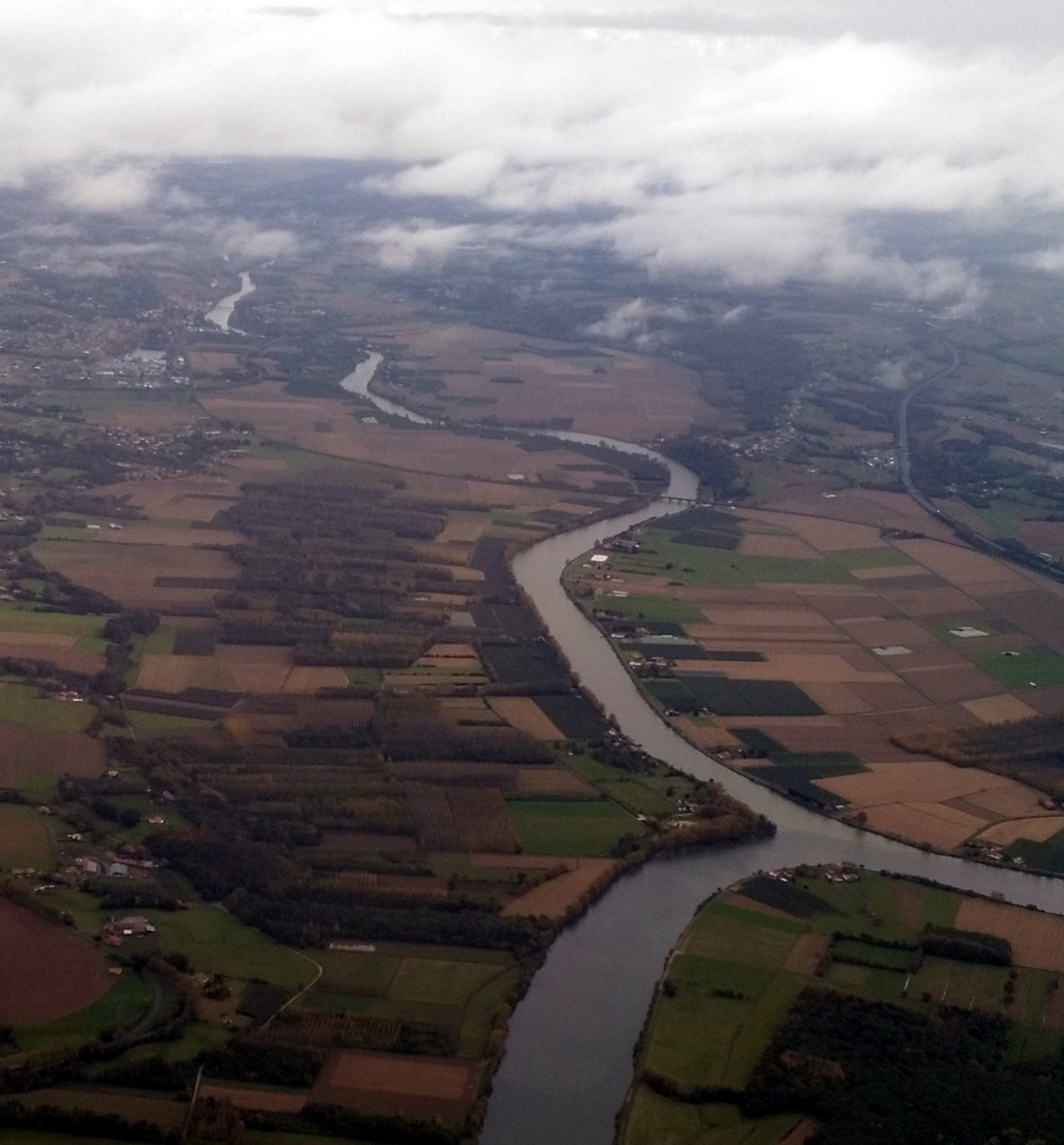
Photo aérienne des 10km des Gaves Réunis. Au niveau des nuages la confluence du Gave de Pau et du Gave d'Oloron. En bas, la confluence dans l'Adour.

On appelle Gaves Réunis le cours d'eau de 10 km qui relie la confluence du Gave de Pau et du Gave d'Oloron à la confluence avec l'Adour dont il constitue le principal affluent.
Les Gaves Réunis traversent successivement plusieurs communes. Son point de départ, constitué par la confluence des gaves provenant du département des Pyrénées Atlantiques, concerne les communes de Sorde-l'Abbaye, Cauneille , Oeyregave, Peyrehorade, Hastingues, Orthevielle et Port-de-Lanne dans le canton de Peyrehorade, inscrit dans le département des Landes. Enfin, les Gaves Réunis traversent la commune de Sames (rive gauche) dans les Pyrénées-Atlantiques, avant de rejoindre l'Adour au Bec du Gave.